# Eumerus peltatus
Eumerus peltatus är en tvåvingeart som beskrevs av de Meijere 1908. Eumerus peltatus ingår i släktet månblomflugor, och familjen blomflugor. Inga underarter finns listade i Catalogue of Life.